# Tommaso Badia
Tommaso Badia  (Módena, 10 de noviembre de 1483   - Roma, 6 de septiembre de 1547) fue un eclesiástico y teólogo italiano. 

## Biografía
Ingresó siendo joven en la orden de Santo Domingo, fue profesor de Filosofía y Teología en los colegios de dominicos de Ferrara, Venecia y Bolonia, y estuvo propuesto dos veces para general de la orden, aunque ambas fue descartado, según algunos autores por su excesivo rigor.
Durante el pontificado de Clemente VII fue nombrado Maestro del Sacro Palacio, encargado de supervisar la ortodoxia de los libros a publicar, en cuyas funciones tuvo una participación destacada en la censura de las obras de Jacopo Sadoleto y Agostino da Treviso, entre otras, y en la institución de la Compañía de Jesús por Ignacio de Loyola.  
Durante el de Paulo III formó parte de la comisión creada para la redacción de la Consilium de emendanda Ecclesia con la que se pretendía analizar y remediar los abusos de la Iglesia católica, y participó en las Dietas de Worms y Ratisbona de 1540-41 en las que se intentaba componer las diferencias con la Reforma protestante, en la primera como teólogo del legado Tomasso Campeggio, y en la segunda como consejero de Gasparo Contarini.
En el consistorio de 1542 fue creado cardenal del título de San Silvestro in Capite,  Ese mismo año formó parte de la recién creada Inquisición romana junto con los cardenales Carafa, Álvarez de Toledo, Parisio, Guidiccioni y Laurerio, y poco después, de la comisión encargada de supervisar las labores del Concilio de Trento.
Fallecido en 1547 a los 63 años de edad, fue sepultado en el vestíbulo de Santa Maria sopra Minerva junto a Tommaso De Vio.   
Dejó escritas varias obras de temática teológica, aunque ninguna de ellas fue impresa.